# Göthe Grefbo
Göthe Grefbo (* 30. Oktober 1921 in Föllinge, Jämtlands län als Bror Göte Ingvar Englund; † 17. Mai 1991 in Stockholm, Stockholms län) war ein schwedischer Schauspieler.

## Leben und Karriere
Göthe Grefbo übernahm ab Ende der 1940er-Jahre Nebenrollen im Kino, er arbeitete dabei mit prominenten Regisseuren seines Landes wie Ingmar Bergman und Gustaf Molander zusammen. Viele seiner Auftritte, etwa als Lagerarbeiter in Bergmans Drama Die Zeit mit Monika, blieben allerdings kleiner Natur. In Deutschland wurde er hauptsächlich durch seine Verkörperung des unfähigen Polizisten Klang in der Astrid-Lindgren-Verfilmung Pippi Langstrumpf (1969) an der Seite von Inger Nilsson bekannt. Für die wie bereits Pippi Langstrumpf von Regisseur Olle Hellbom inszenierten Lindgren-Literaturverfilmungen Michel bringt die Welt in Ordnung (1973) und Die Brüder Löwenherz (1977) stand Grefbo ebenfalls vor der Kamera, allerdings in weniger prägnanten Rollen. Bis zum Jahr 1989 war er in rund 80 schwedischen Film- und Fernsehproduktionen zu sehen.
Parallel zu seiner Filmkarriere war Grefbo über Jahrzehnte an schwedischen Theaterbühnen tätig. Nach einem ersten Engagement an dem Regionaltheater Norrköping-Linköping zwischen 1947 und 1949 war er in den folgenden Jahrzehnten in Stockholm regelmäßig im Königlichen Dramatischen Theater und am Stockholmer Stadttheater zu sehen. 1946 heiratete er seine Bühnenkollegin Anna-Greta „Age“ Grefbo (1922–1991), mit der er eine Tochter namens Jana (* 1950) bekam. Göthe Grefbo starb – nur einen Monat nach dem Tod seiner Ehefrau – im Mai 1991 mit 69 Jahren in Stockholm.

## Filmografie (Auswahl)
- 1948: Janne Vängmans bravader
- 1948: Eva
- 1953: Die Zeit mit Monika (Sommaren med Monika)
- 1955: Susi und Strolch (Sprechrollen, schwedische synchronisation)
- 1958: Jazzgossen
- 1969: Variationen der Liebe (Ur kärlekens språk)
- 1969: Pippi Langstrumpf (Pippi Långstrump, Fernsehserie)
- 1969: Pippi geht von Bord (Pippi Långstrump, Zusammenschnitt der Fernsehserie)
- 1969: Pippi Langstrumpf (Pippi Långstrump, Zusammenschnitt der Fernsehserie)
- 1970: Das rote Zimmer (Röda rummet; Fernseh-Miniserie, 4 Folgen)
- 1971: Die jüngsten Kätzchen sind die schärfsten (Dagmars Heta Trosor)
- 1973: Immer dieser Michel 3. – Michel bringt die Welt in Ordnung (Emil och griseknoen)
- 1975: Der Junge mit den Goldhosen (Pojken med guldbyxorna; Fernseh-Miniserie, 6 Folgen)
- 1975: Was der schwedische Butler sah (Champagnegalopp)
- 1977: Die Brüder Löwenherz (Bröderna Lejonhjärta)
- 1980: Die Kinder von den blauen Bergen (Barna från Blåsjöfjället)
- 1983: Eine Haremsdame für den König (Kalabaliken i Bender)
- 1983: Der Casanova von Schweden (Raskenstam)
- 1986: Morrhår & ärtor
- 1986: Im Namen des Gesetzes (I lagens namn)
- 1988–1989: Dårfinkar & dönickar (Fernseh-Miniserie, 4 Folgen)